# 알타몬트 코리더 익스프레스
알타몬트 코리더 익스프레스(영어: Altamont Corridor Express, 약칭 HTSX)는 미국 중서부 캘리포니아주의 대중 교통 체계이다. 일반적으로 캘리포니아주 지역 승객들을 수송한다. 알타몬트 코리더 익스프레스의 통근 열차로 연간 3,700명의 승객을 실어나르고, 통근 열차는 이층 객차와 디젤 기관차로 운행한다. 평일 기준 연간 3,700명이 이 노선을 이용했다.
알타몬트의 첫 통근 열차 체계인 알타몬트 코리더 익스프레스는 1998년에 개통되어 현재는 알타몬트의 철도 수송을 담당하는 공기업인 산호아킨 리저널 철도위원회가 관리하고 있다.

## 보유 차량
- 2016년 1월 기준으로 알타몬트 코리더 익스프레스는 다음과 같은 차량을 운행하고 있다.

| 모델                 | 번호        |
| -------------------- | ----------- |
| F40PH-2C             | 3101 ~ 3105 |
| F40PH-3C             | 3106        |
| 봄바디어 비레벨 코치 | 3201 ~ 3216 |
| 봄바디어 비레벨 캡카 | 3301 ~ 3309 |

## 사진

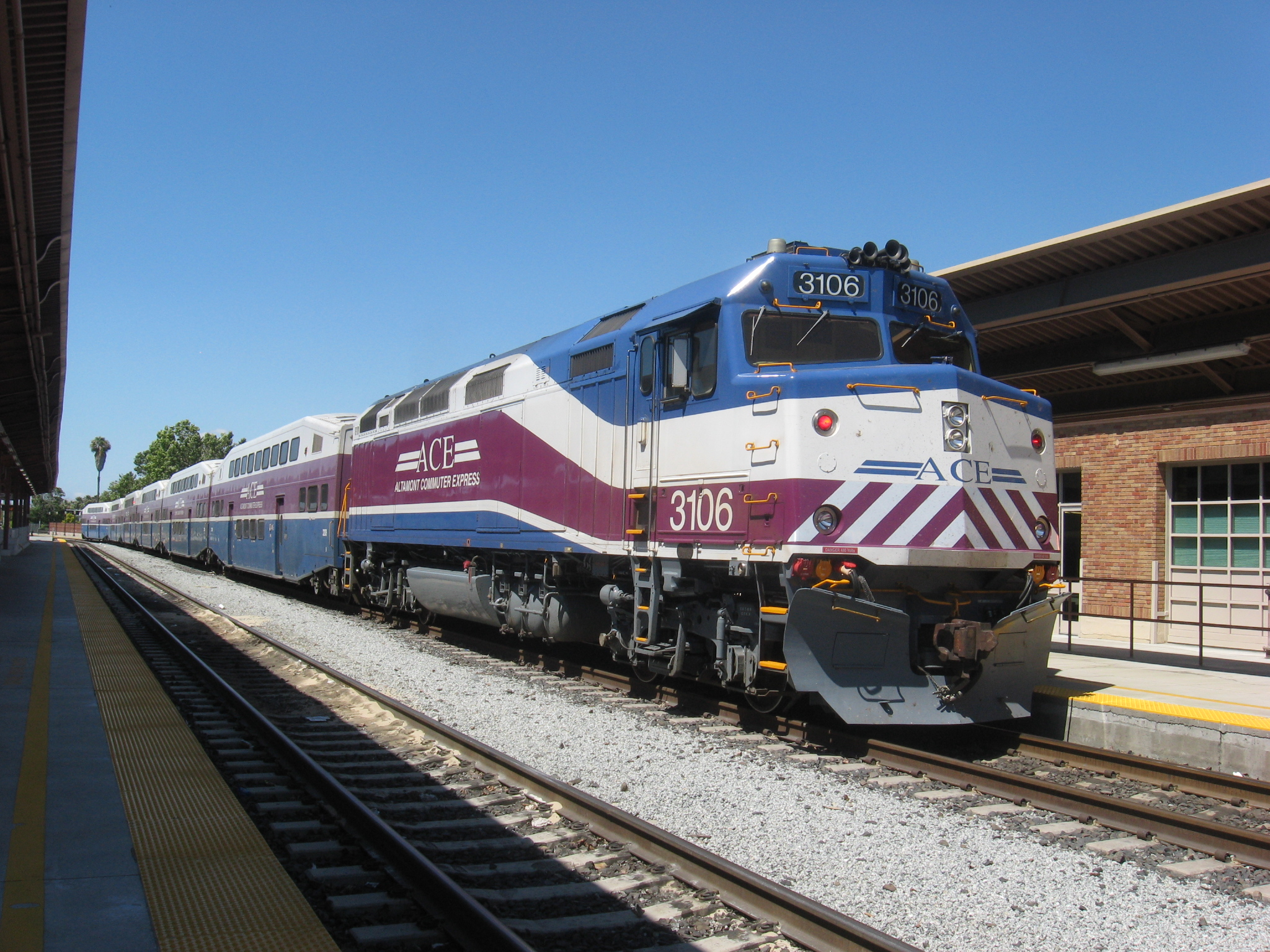
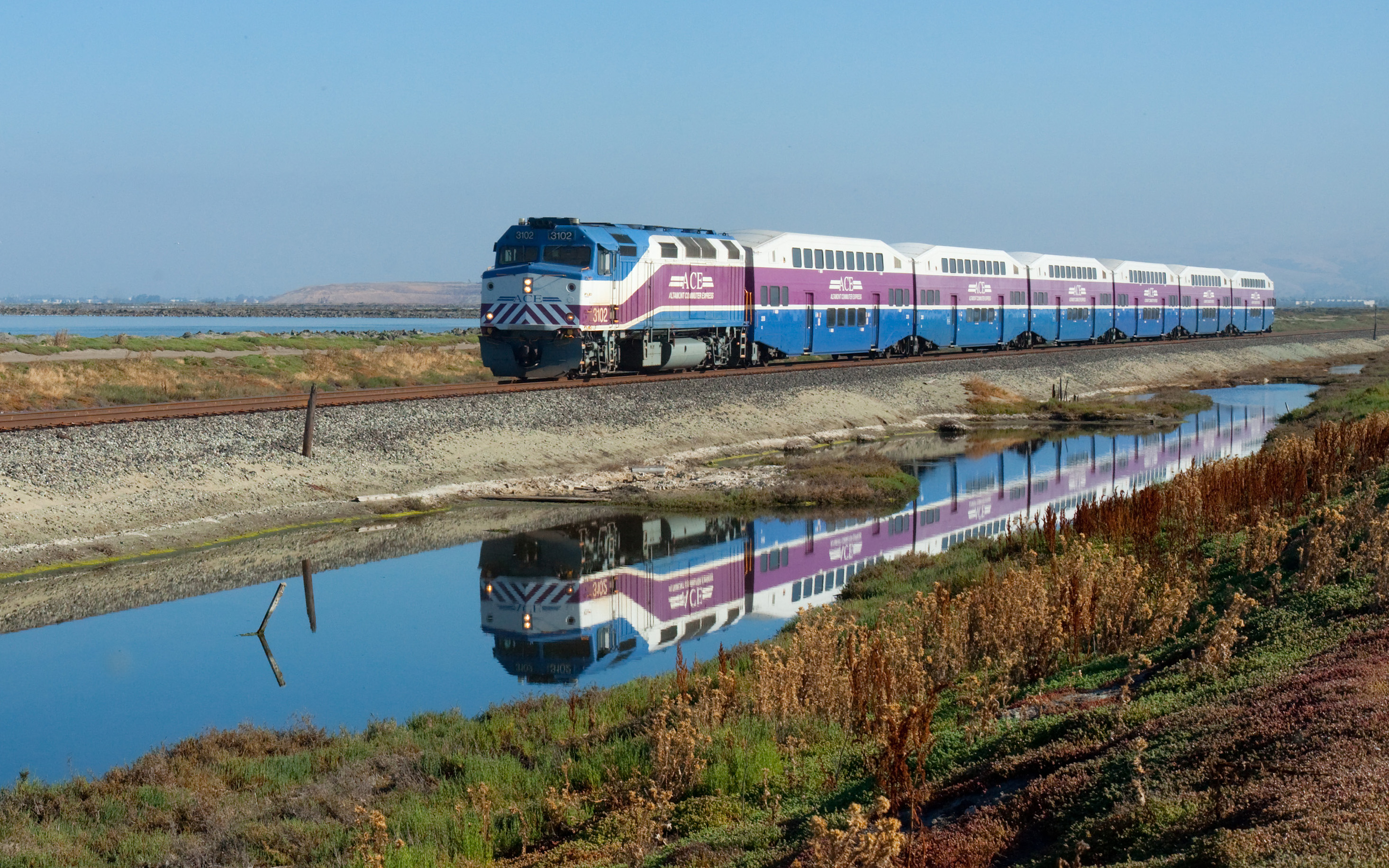
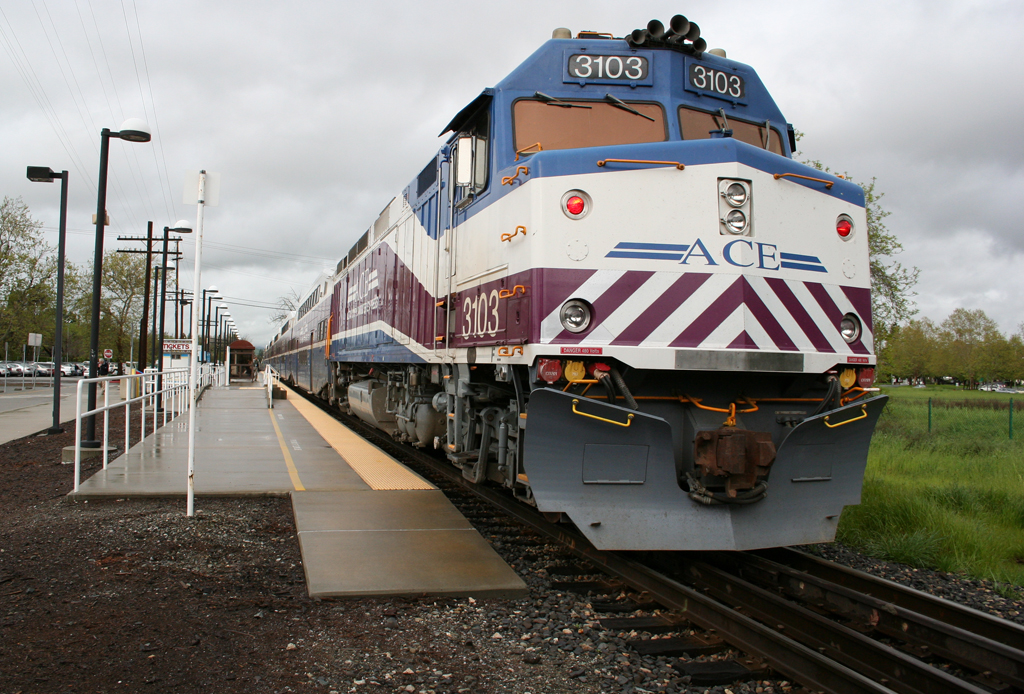
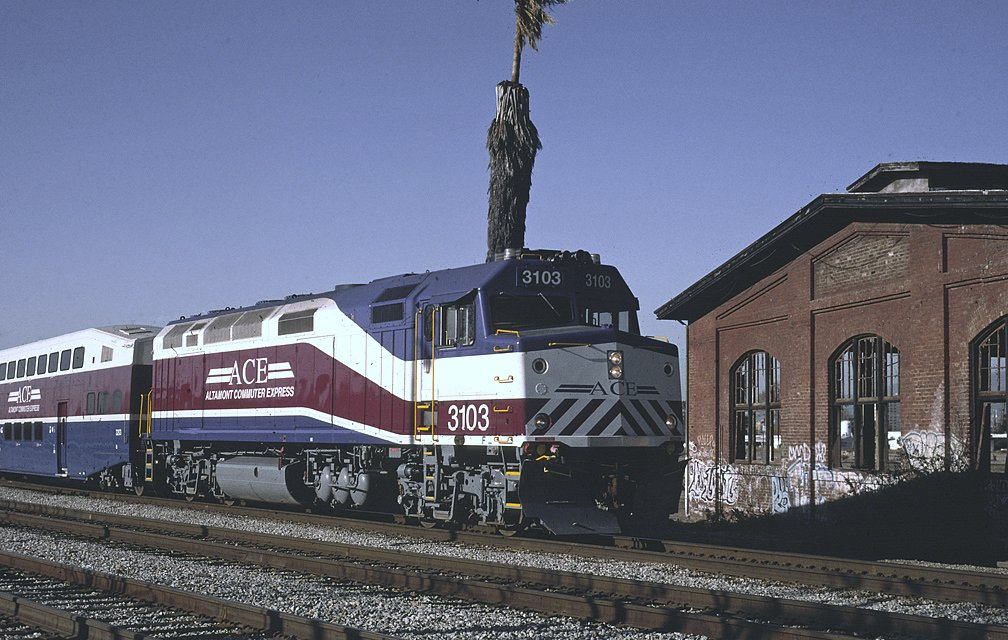
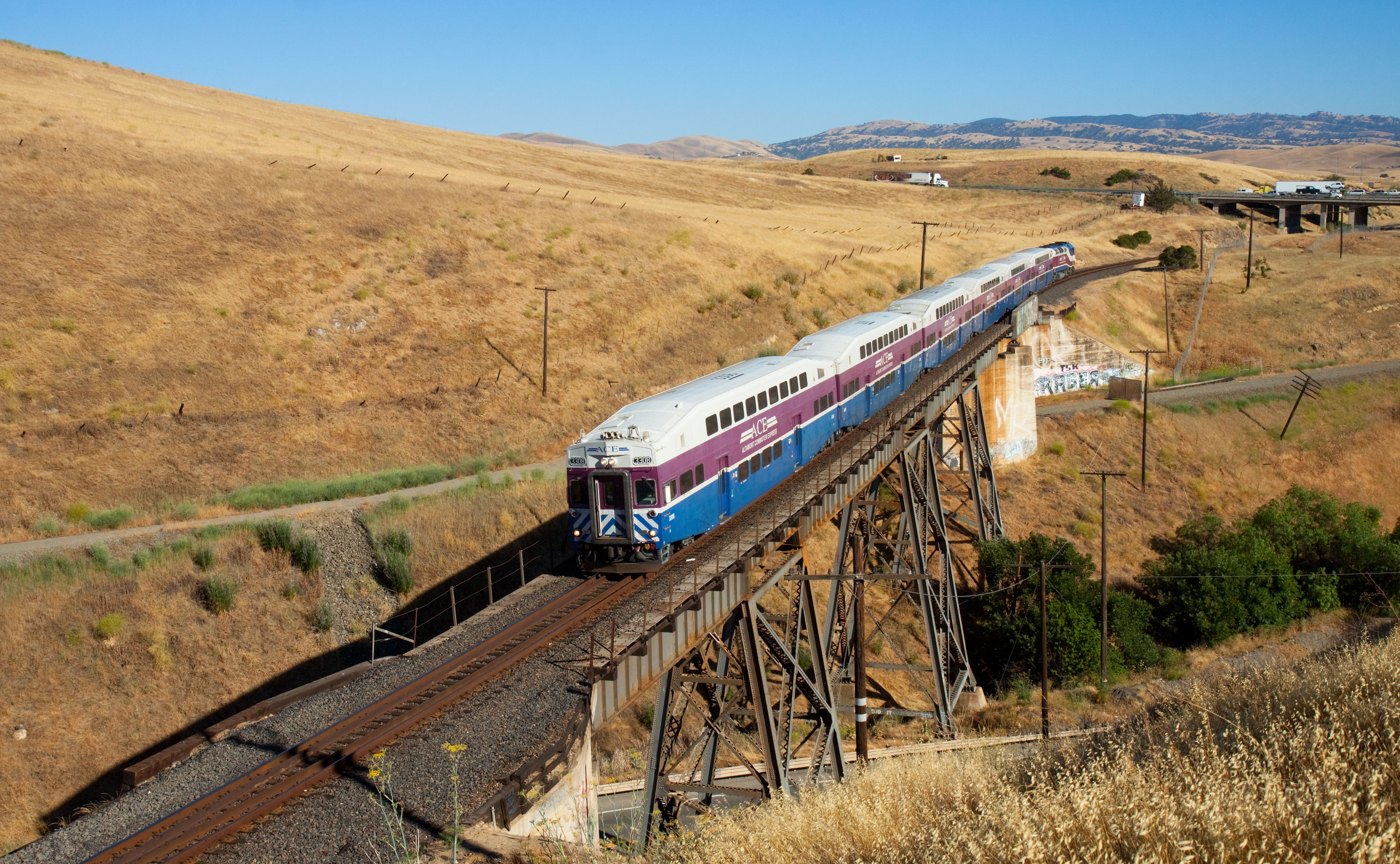
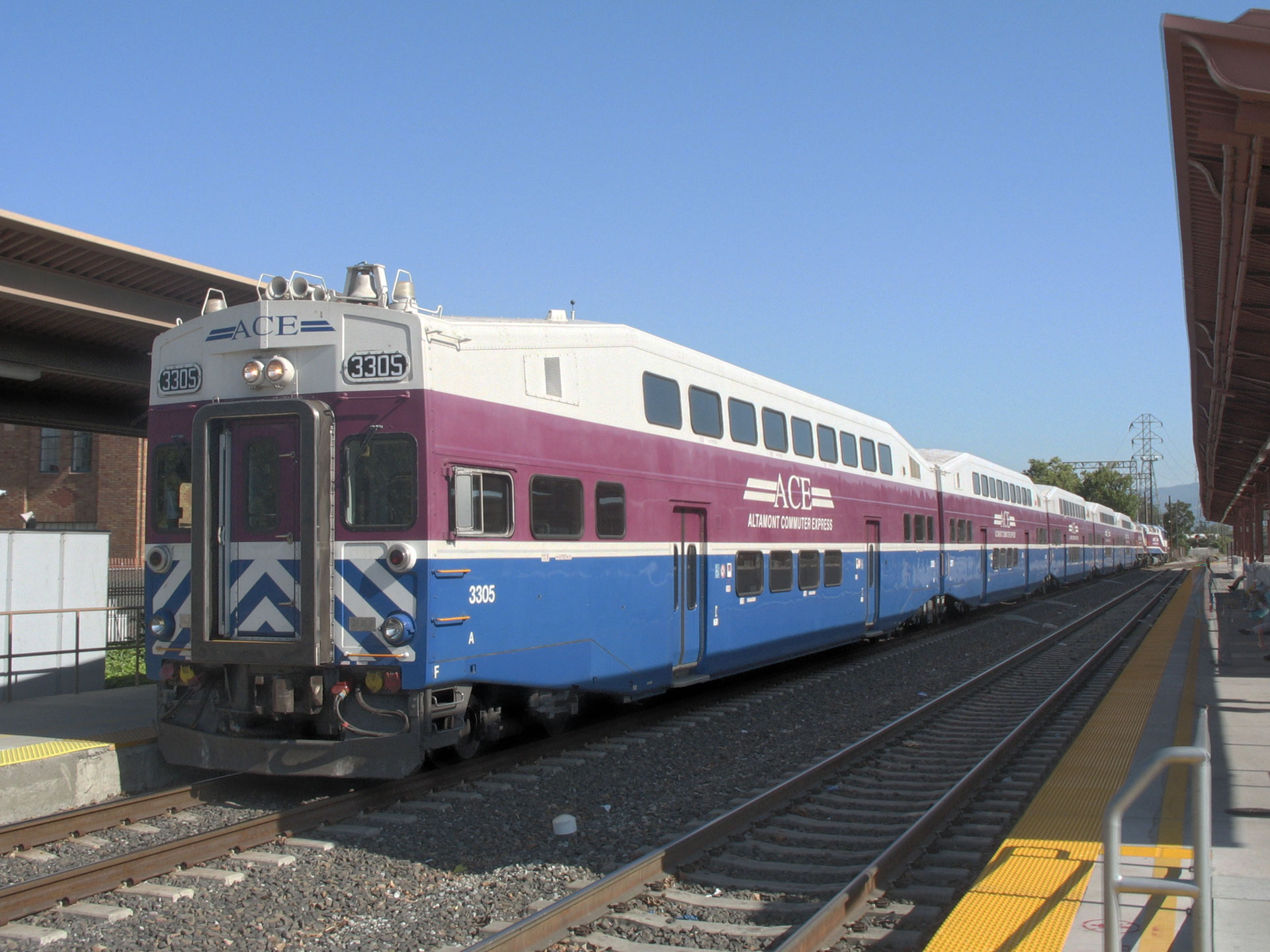
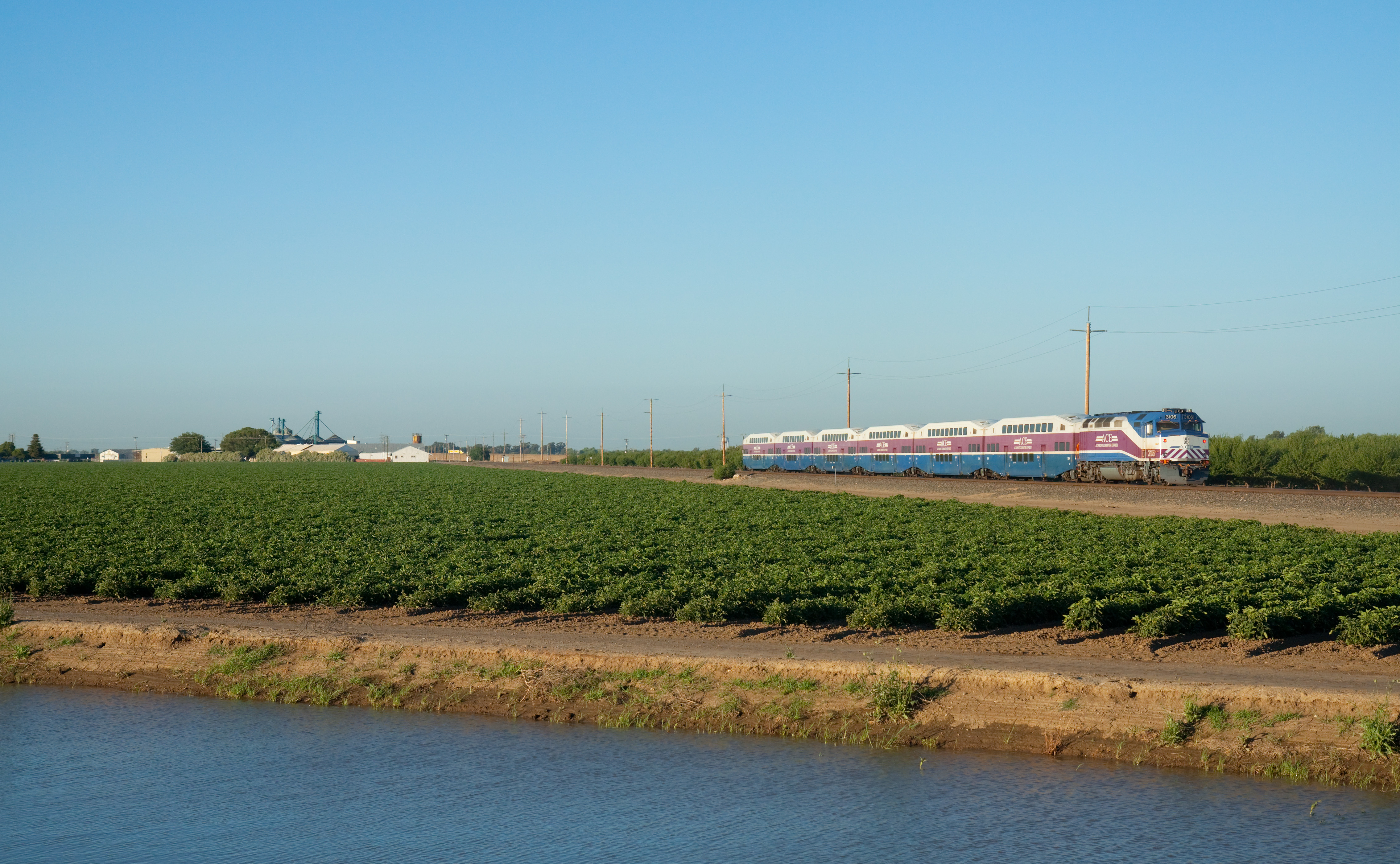